# Nino Defilippis
Nino Defilippis (* Turín, 21 de março de 1932 - 13 de julho de 2010) Foi um ciclista italiano, profissional entre 1952 e 1964, cujos maiores sucessos desportivos obteve-os no Tour de França onde conseguiu 7 vitórias de etapas, no Giro de Itália onde conseguiu 9 vitórias de etapa, e na Volta a Espanha onde conseguiu 2 vitórias de etapa e se fez com o Grande Prêmio da Montanha.
Igualmente são destacáveis o terceiro posto obtido na classificação geral do Giro de Itália de 1962, o quinto posto conseguido na classificação geral do Tour de França de 1956, a medalha de prata do campeonato mundial de ciclismo em sua edição de 1961 e os campeonatos italianos de ciclismo nas edições de 1960 e 1962.
Conhecido com o sobrenome de Cit ("pequeno" em dialeto piamontês), também pratico o ciclismo em pista onde destacaram suas participações nos Seis dias de Milão. 
Faleceu de cancro em Turim, a 13 de julho de 2010.

## Palmarés
| 1952 - 1 etapa do Giro de Itália - Troféu Baracchi junto a Giancarlo Astrua - G. P. de Outono - Prêmio de Bra - Prêmio de Isola San Antonio 1953 - Tre Valli Varesine - 2º no Campeonato da Itália em Estrada 1954 - 1 etapa do Giro de Itália - Giro do Piamonte - Giro d'Emilia 1955 - 1 etapa do Giro de Itália - Giro d'Emilia - Prêmio de Cuneo - Prêmio de Omegna 1956 - 3 etapas do Tour de França - 1 etapa da Volta a Espanha, mais Grande Prêmio da Montanha - Prêmio de Marghera 1957 - 2 etapas do Tour de França 1958 - 2 etapas do Giro de Itália, mais Prêmio à Regularidade - Giro de Lombardia - Giro de Lazio - Giro do Piamonte - Génova-Nice - 1 etapa da Volta à Suíça - 1 etapa do Giro de Cerdeña - 3 etapas do Tour de l'Ouest - 1 etapa da Paris-Nice - Grande Prêmio de Antibes - Prêmio de Maggiora - 2º no Campeonato da Itália em Estrada | 1959 - 1 etapa do Giro de Itália - 1 etapa do Giro de Cerdenha 1960 - 2 etapas do Tour de França - Campeonato da Itália em Estrada - Giro de Toscana - 1 etapa da Génova-Roma - Tre Valli Varesine - 1 etapa do Giro de Cerdenha 1961 - 1 etapa do Giro de Itália - 2º no Campeonato Mundial em Estrada - Giro do Veneto - Grande Prêmio de Cannes - Volta a Mônaco - Prêmio de Gonzaga - Prêmio de Cambiano - Prêmio de Brescia 1962 - 1 etapa da Volta a Espanha - 3º no Giro de Itália - Campeonato da Itália em Estrada - Giro de Lazio - Munique-Zurique - Prêmio de Solesino - Prêmio de Cirié - Prêmio de Acireale 1963 - 1 etapa do Giro de Itália 1964 - 2 etapas do Giro de Itália |

## Resultados em Grandes Voltas e Campeonatos do Mundo
| Corrida            | 1952 | 1953 | 1954 | 1955 | 1956 | 1957 | 1958 | 1959 | 1960 | 1961 | 1962 | 1963 | 1964 |
| ------------------ | ---- | ---- | ---- | ---- | ---- | ---- | ---- | ---- | ---- | ---- | ---- | ---- | ---- |
| Giro de Itália     | 22º  | 12º  | 15º  | 51º  | Ab.  | 13º  | 34º  | 18º  | 22º  | 10º  | 3º   | Ab.  | 35º  |
| Tour de France     | -    | -    | -    | -    | 5º   | 7º   | -    | -    | 67º  | -    | Ab.  | -    | -    |
| Volta a Espanha    | -    | -    | -    | -    | 18º  | -    | -    | -    | -    | -    | Ab.  | -    | -    |
| Mundial em Estrada | -    | 5º   | -    | 13º  | -    | 24º  | 14º  | 23º  | 20º  | 2º   | -    | -    | -    |

-: não participa
Ab.: abandono